# 胸ポチ

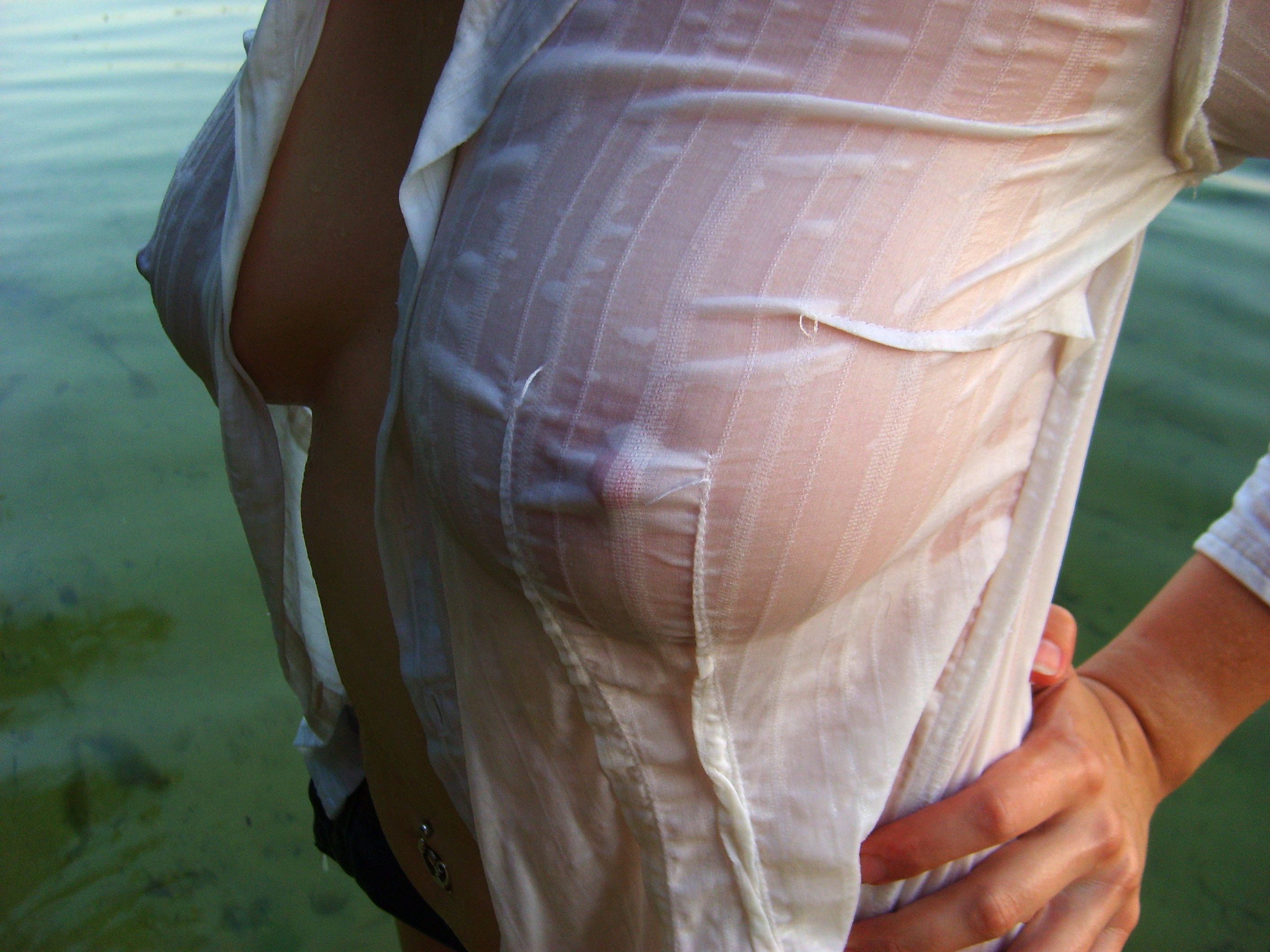
衣服が濡れ胸ポチしている女性

胸ポチ（むねポチ）とは、“ポチ”と出っ張った（主として女性の）乳首が被服の上から視認できる状態を指す隠語。また、乳首または乳輪が被服の上から透けて見える状態も胸ポチということがある。男性の乳首が被服の上から視認できる状態を乳首ポコと呼ぶことがある。

## 概要
思春期前の女性（乳房のタナー段階I）は乳房に膨らみが無く且つ乳頭径も小さいため、胸ポチが目立ちにくい。思春期（Thelarche）以降、タナー段階がIIからVに変化するにつれて、乳房が膨らみ且つ乳頭径も大きくなることから、胸付近の布地が薄く胸に密着している被服を1枚のみ着用している場合（ノーブラ）、胸ポチが生じやすく目立ちやすくなる。水着やレオタード着用時にインナーを着用していない場合もタナー段階がIIからVに変化するにつれて胸ポチが発生しやすく目立ちやすくなる。被服が濡れている場合や乳首が勃起している場合は、なお一層胸ポチが発生しやすく目立ちやすくなる。薄色の被服を着ていると、乳首・乳輪が被服の上から透けて見えることがある。
テニスプレーヤーの中には、下着を着用せずにユニフォームを着用する者がいる。この場合、期せずして胸ポチが目立ってしまうことがある。マリア・シャラポワの胸ポチが話題になった際、それは「付け乳首」であると報道された。
思春期に入り乳房が成長中の少女（タナー段階II-IV）の中には、ブラジャーを着用しないものの、既に着用が推奨される発達段階に到達していることで、胸ポチが目立つことを気にして姿勢が悪くなったり、体育などで思いきり運動ができなくなるなどの問題を抱えてしまう場合がある。胸を保護する下着が必要かどうかの判断として「体操着チェック」があり、白い体操シャツ（または白いTシャツ）1枚のみ着用し、胸と被服を密着させた時に胸ポチが顕著に目立つことが目安とされる。

## 性的行為としての胸ポチ
グラビアアイドルが撮影の際故意に胸ポチを発生させ、アピールポイントとする例も多数存在する。また、擬似的な胸ポチを作るグッズとして付け乳首も市販されている。
露出狂の性癖のある女性が勃起した乳首を見せるため、胸ポチがはっきり分かるような被服を着てノーブラ（必要に応じてノーパン）で外出することがある。